# 流轉的戀愛季節
《流轉的戀愛季節》（日语：めぐる恋の季節）是日本的女子偶像組合℃-ute的第2张单曲。2007年7月11日由zetima发售。

## 概要
- 「流轉的戀愛季節」是東京電視台動畫「Robby & Kerobby」7月至9月的主題曲
- 此單曲有2個版本，分別有「初回生産限定盤」和「CD ONLY」。「初回生産限定盤」收錄了「流轉的戀愛季節」的PV。
- 在7月23日於公信榜单曲週排行榜取得第5位。
- 第40回日本有線大賞「有線音楽賞」的獲獎曲。

## 收錄内容

### CD（初回生産限定盤，CD ONLY）
1. 流轉的戀愛季節
（作詞・作曲：淳君 編曲：鈴木Daichi秀行）
2. 美少女心理
（作詞・作曲：淳君 編曲：朝井泰生）
3. 流轉的戀愛季節(Instrumental)

### DVD
1. 流轉的戀愛季節（Close-up Ver.）